# Kaap (scheepsbaken)

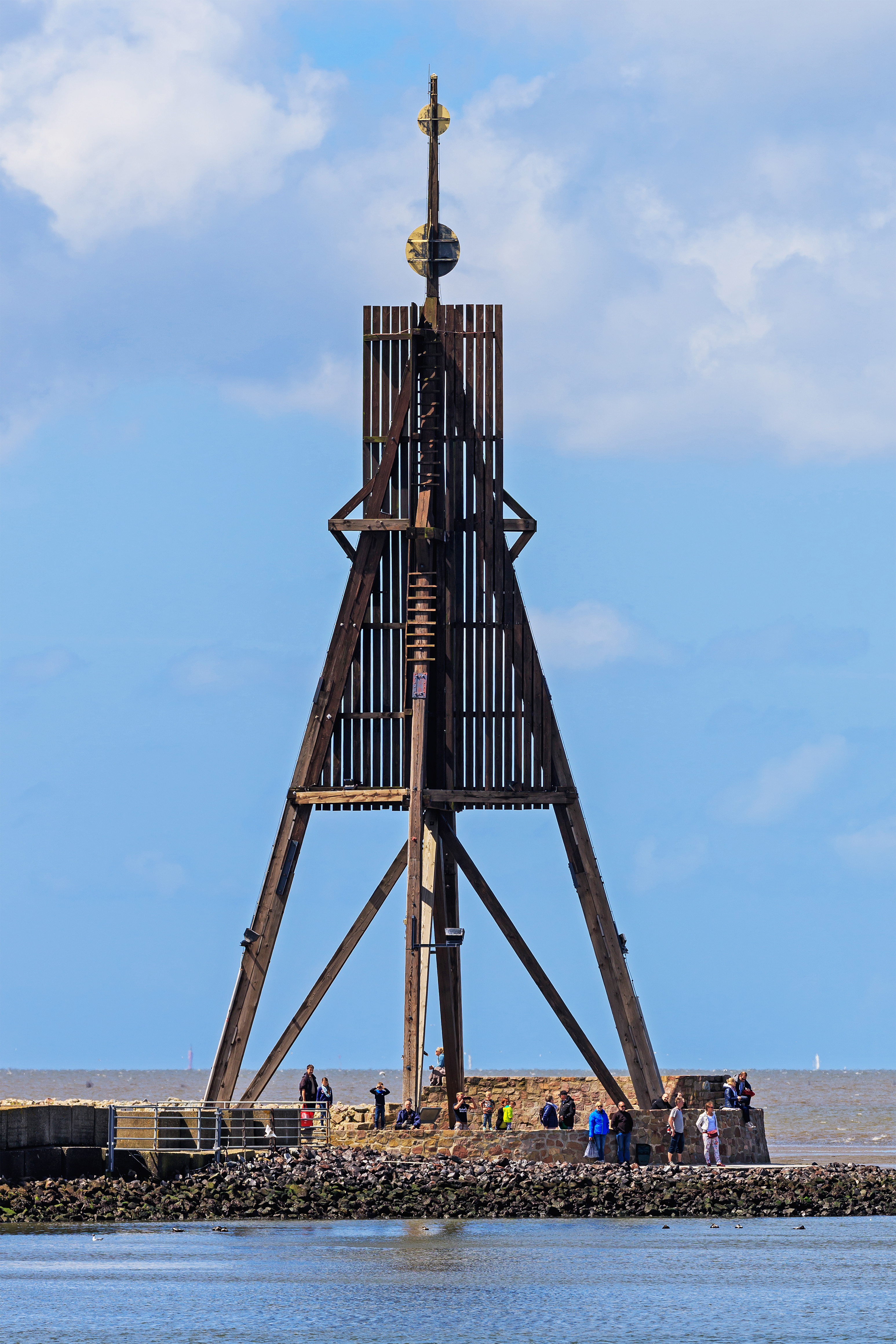
De baak Kugelbake van Cuxhaven, Duitsland

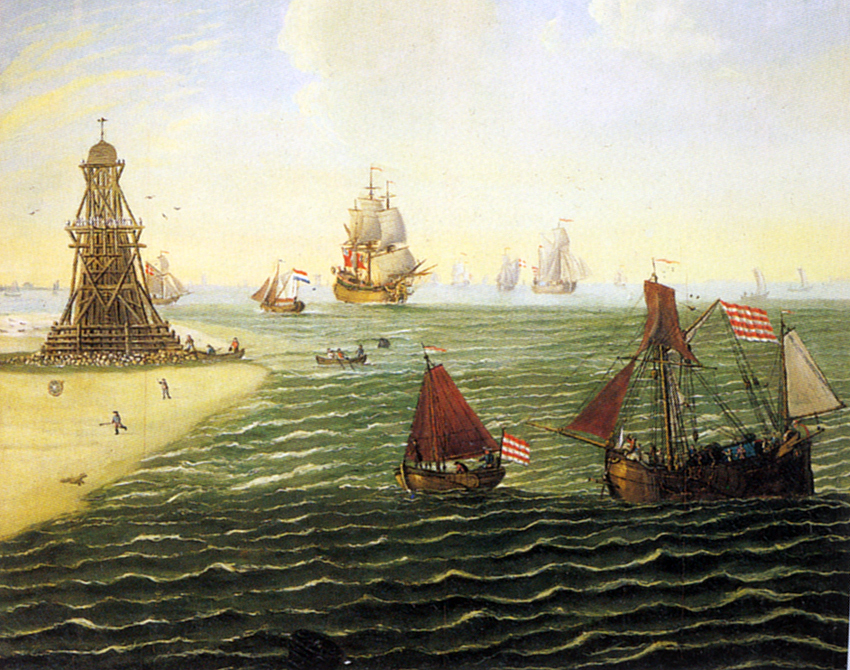
Olieverfschilderij dat het dagmerk Bremer Bake toont op de zandbank Hohe Weg in het estuarium van de Wezer.

Een kaap of zeekaap is een baken voor de scheepvaart en is een markant herkenningspunt in het landschap waarvan het gebruik honderden jaren teruggaat. Ze wordt gebouwd op zandplaten, het uiteinde van pier of dam of boven op een duintop. Kapen zijn meestal een dagmerk-baken voor de scheepvaart.

## Constructie
Een kaap heeft meestal geen licht en is overdag goed herkenbaar door de specifieke vorm die per kaap verschillend is.
Er bestaan zowel metalen als houten kapen. Houten kapen hebben meestal een vierkante grondvorm bestaande uit vier palen die schuin tegen elkaar zijn geplaatst, waarop afhankelijk van de gekozen vorm hout is bevestigd. Een metalen kaap is doorgaans een opengewerkte toren of stellage, gemaakt van bijvoorbeeld gietijzer, met meestal een zeshoekige grondvorm.

## Etymologie
Het "kaap" als aanduiding voor een baken voor de scheepvaart heeft etymologisch een andere oorsprong dan het "kaap" uit bijvoorbeeld Kaap de Goede Hoop. Deze laatste is afgeleid van capo (hoofd), terwijl de eerste afkomstig is van een Oudmiddelnederlands woord voor kijken.

## Kapen naar land

### Nederland
In Nederland zijn onder andere de volgende kapen bekend:
| Locatie           | Naam                   | Bouwjaar | Materiaal | Coördinaten                   |
| ----------------- | ---------------------- | -------- | --------- | ----------------------------- |
| Oosterend (Texel) | IJzeren Kaap           | 1854     | gietijzer | 53° 4′ 42″ NB, 4° 53′ 47″ OL  |
| Engelsmanplaat    | Kaap Engelsmanplaat    | 2007     | hout      | 53° 27′ 20″ NB, 6° 3′ 28″ OL  |
| Schiermonnikoog   | Willemsduin            | 1967     | hout      | 53° 29′ 48″ NB, 6° 17′ 52″ OL |
| Schiermonnikoog   | Kobbeduinen            | onbekend | hout      | 53° 29′ 9″ NB, 6° 13′ 33″ OL  |
| Rottumeroog       | Emder kaap, De Kaap    | 1883     | gietijzer | 53° 32′ 29″ NB, 6° 34′ 33″ OL |
| Terschelling      | Noordkaap, Kleine kaap | 1978     | staal     | 53° 26′ 37″ NB, 5° 32′ 31″ OL |
| Griend            | Kaap Griend            | onbekend | hout      | 53° 15′ 8″ NB, 5° 15′ 4″ OL   |
| Ameland           | Baken op Het Oerd      | onbekend | hout      | 53° 28′ NB, 5° 56′ OL         |
| Boschplaat        | Kaap op de Boschplaat  | 1889     | hout      | 53° 31′ 48″ NB, 6° 27′ 40″ OL |

De kaap op de Boschplaat bestaat sinds 1984 niet meer.
Van 1964 tot omstreeks 1976 stond er ook een baken op zandplaat de Richel.
Een andere gietijzeren kaap stond als grote kaap op de Boschplaat (ts) op de derde duintjes. Deze kaap is in 1976 afgebroken en, omdat anders er aanzienlijke schade zou zijn aan de duinen, is hij begraven in de noordoostelijke punt in de derde duinen.

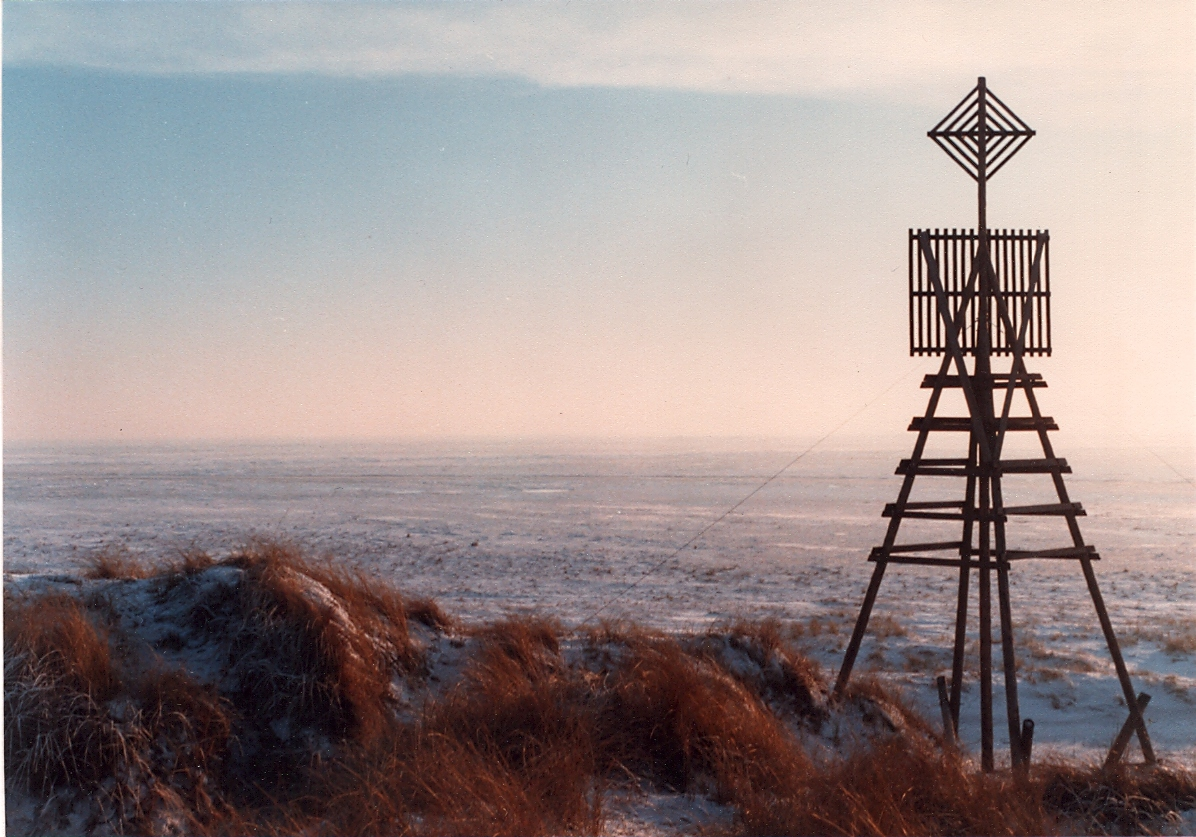
De kaap van Willemsduin (Schiermonnikoog).
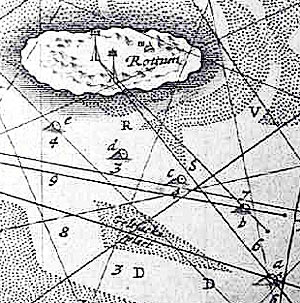
De twee kapen van Rottummeroog (voor 1800)
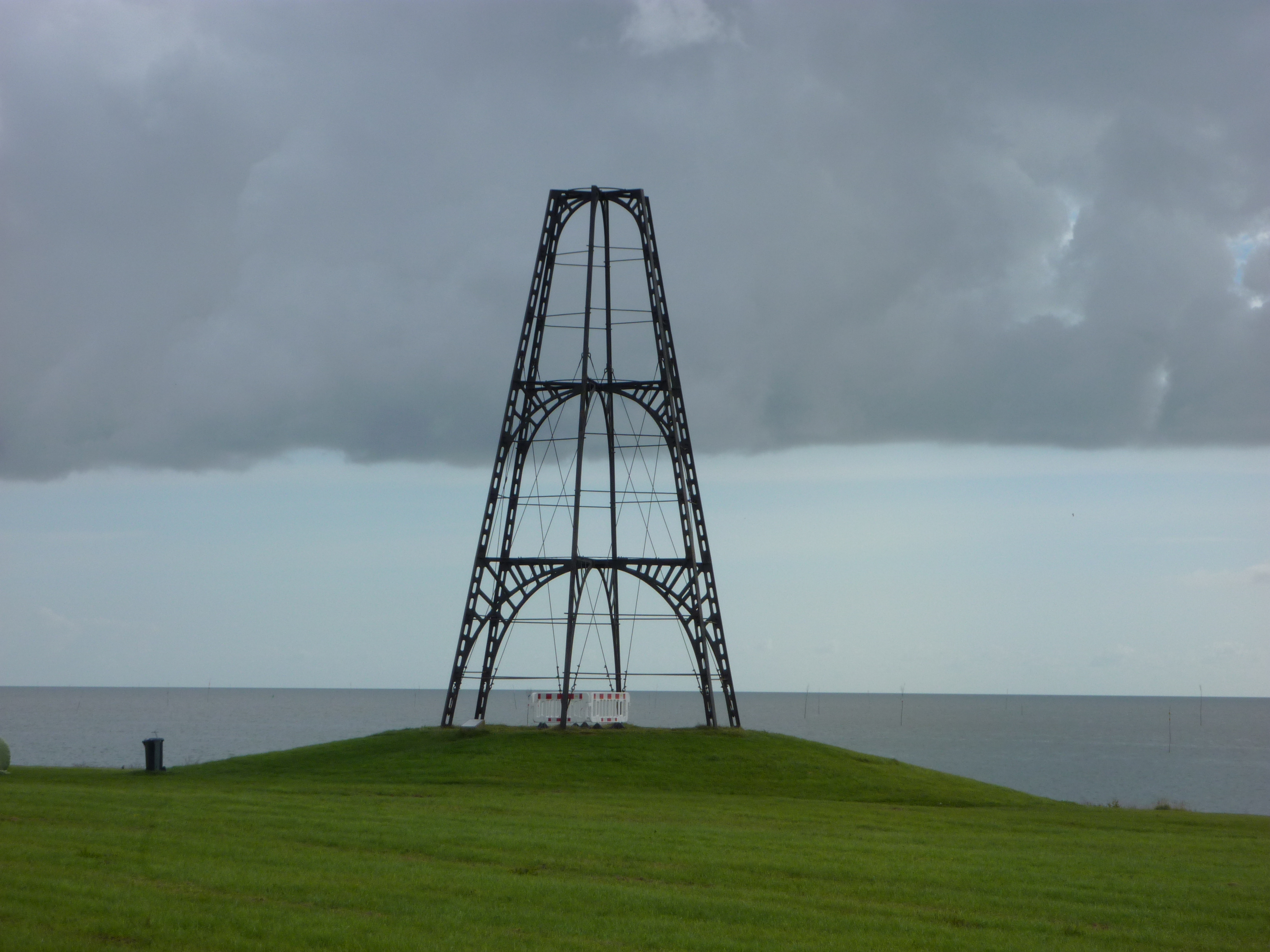
Kaap in Oosterend

### Denemarken
In Denemarken kent men verschillende kapen.

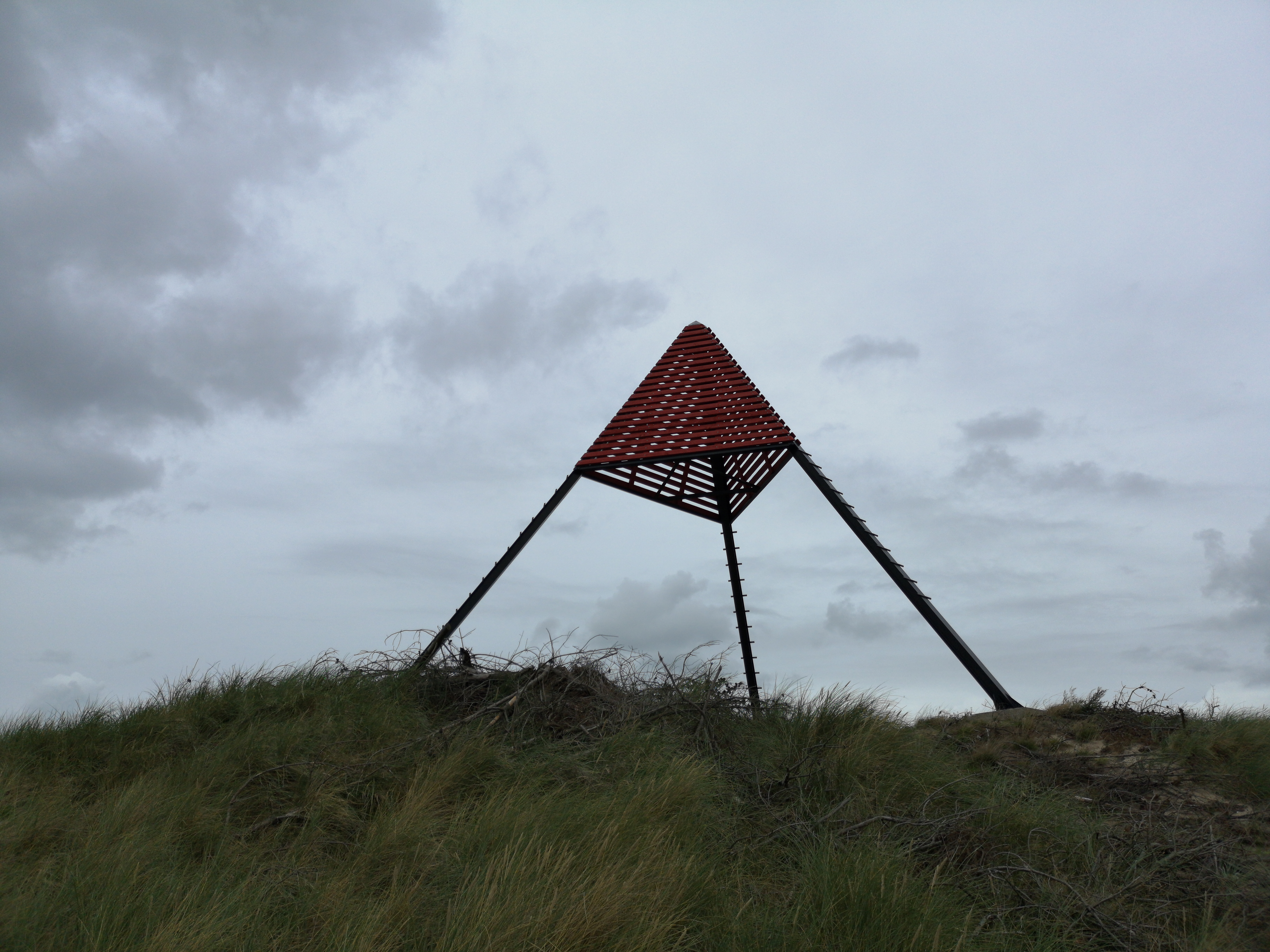
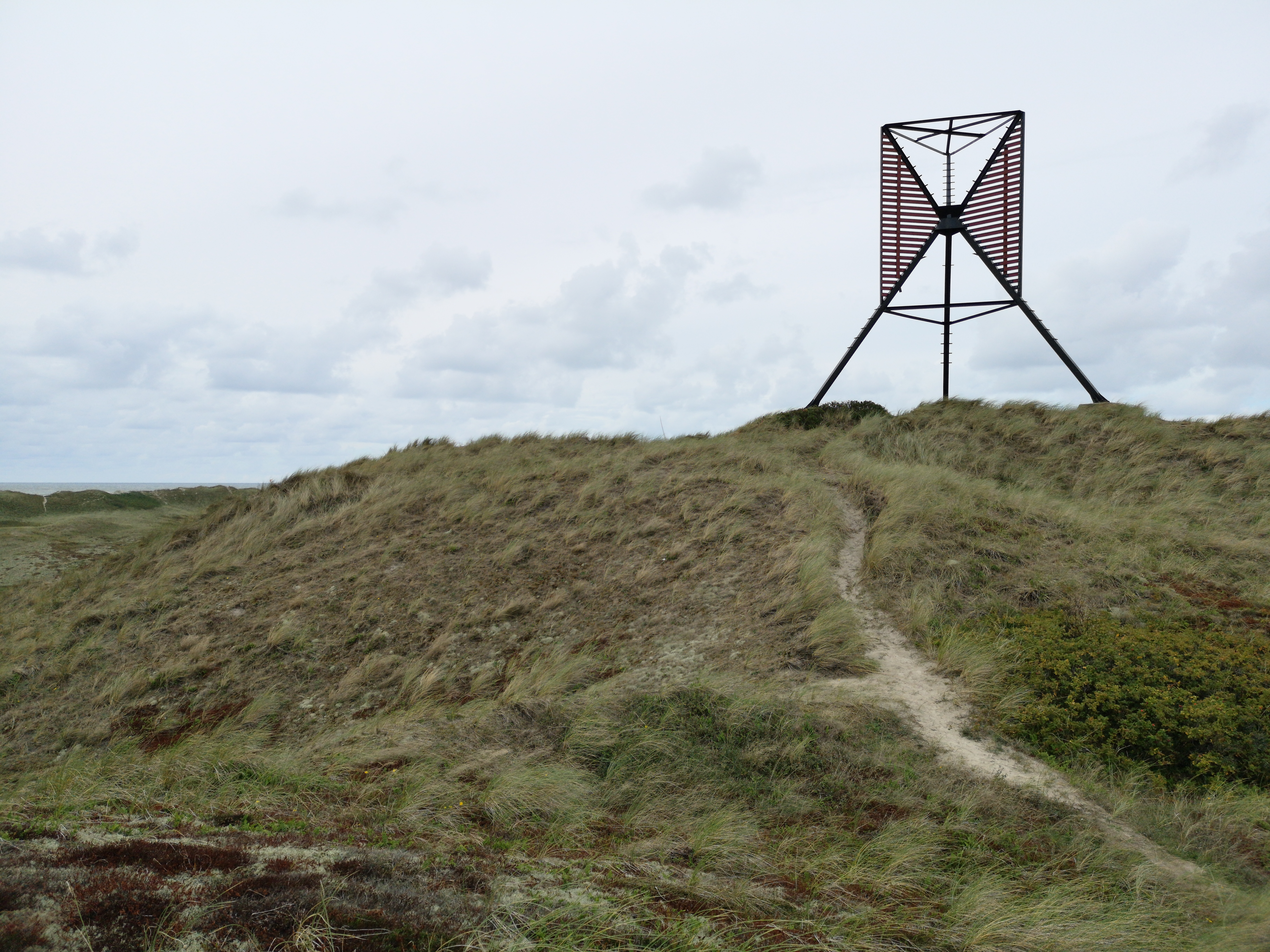

### Duitsland
In Duitsland is de Kugelbake van Cuxhaven een bekende kaap die ook in het stadswapen opgenomen is. Een andere kaap bevindt zich op Wangerooge. Er staan ook kapen op Borkum, Norderney, Juist, Baltrum, Langeoog en Spiekeroog. Deze kapen hebben bijna allemaal het zelfde uiterlijk met een driehoekig grondvlak en vanaf de helft van het baken horizontale latten. Er zijn alleen wat verschillen in de toptekens.

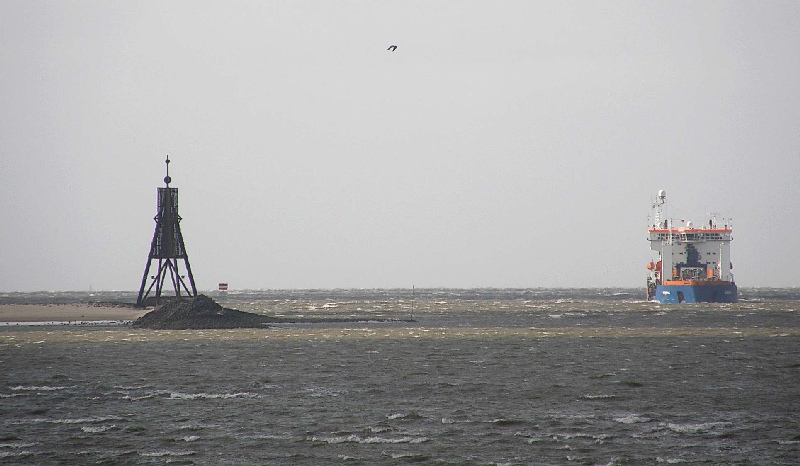
Cuxhaven Kugelbake 100
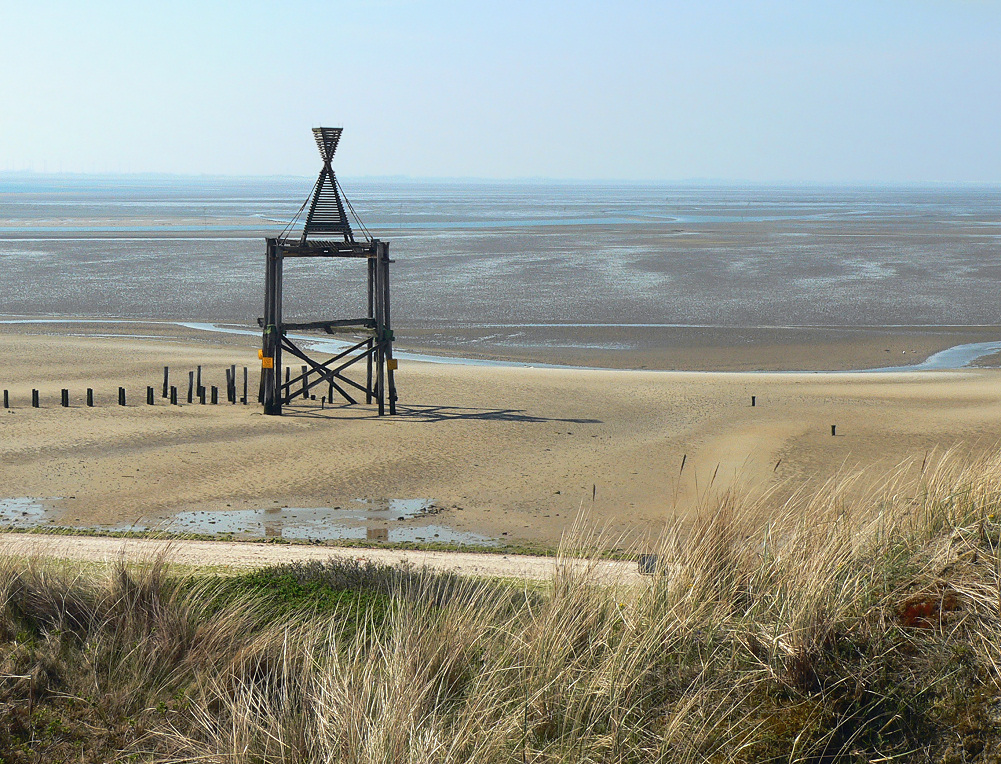
Kaap op Wangerooge

### Verenigd Koninkrijk

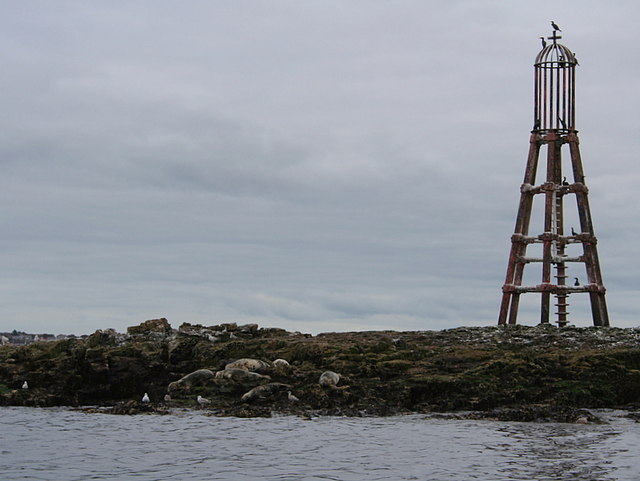
Halliman Skerries Beacon
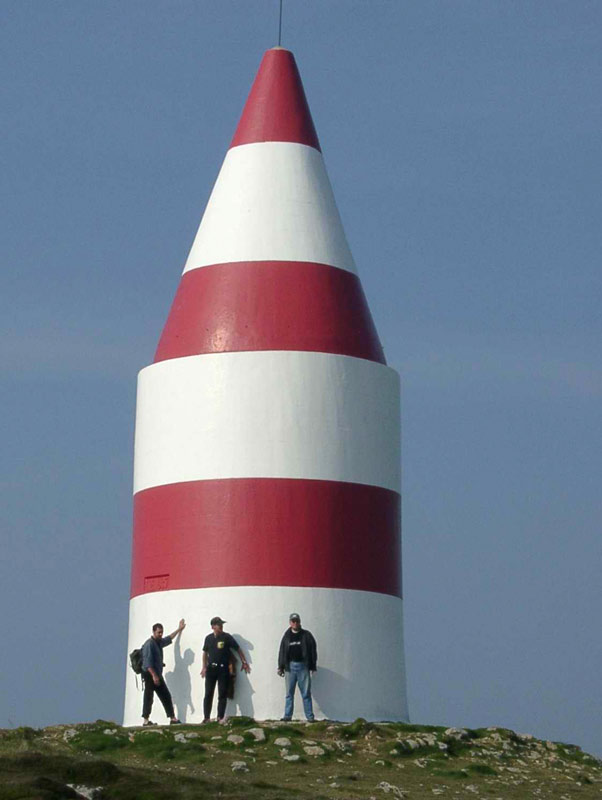
Dagbaken op St. Martin's

### Zweden
In Zweden kent men verschillende kapen.

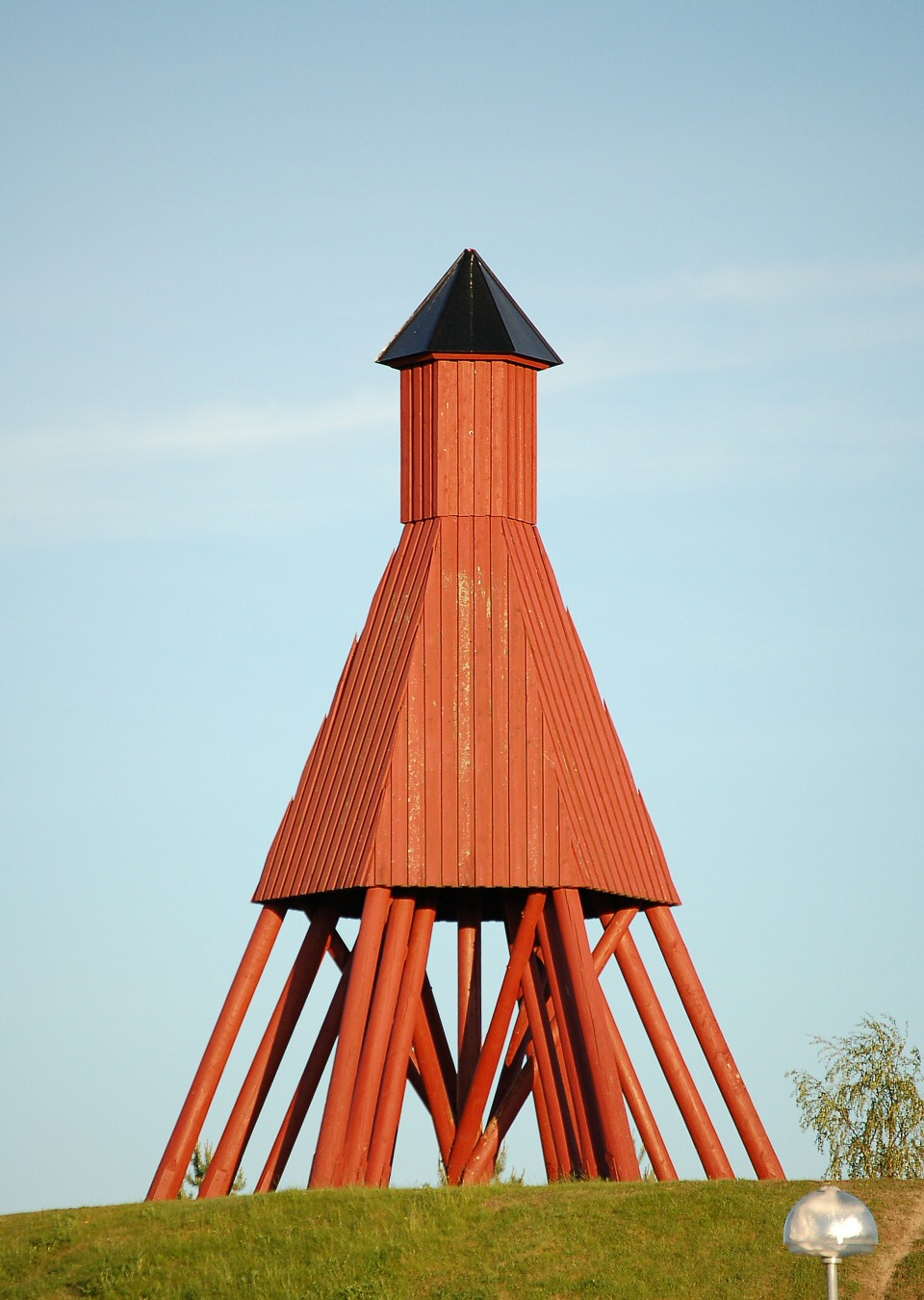
Replica in Oulunsalo
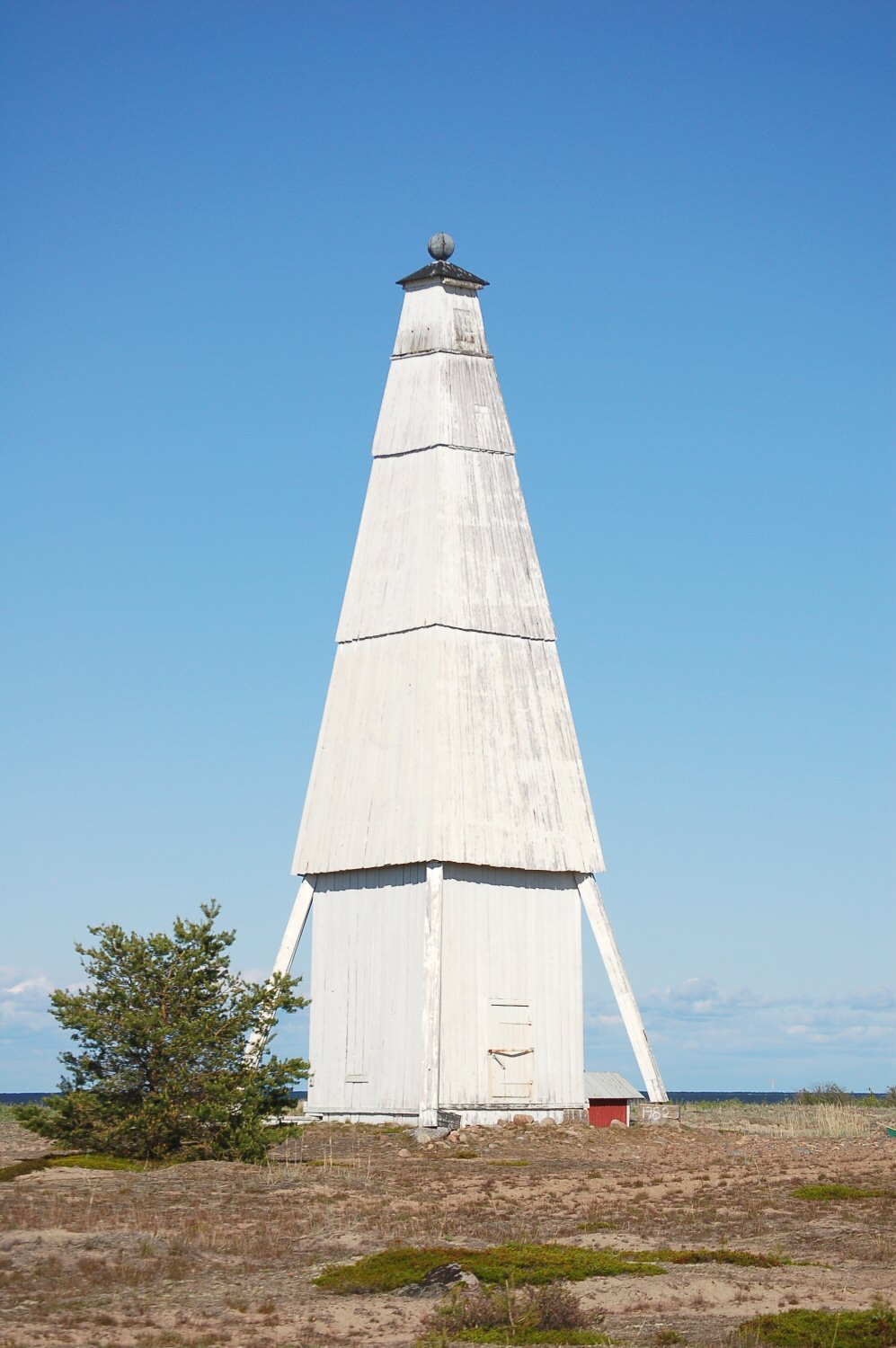
Kaap in Keskiniemi
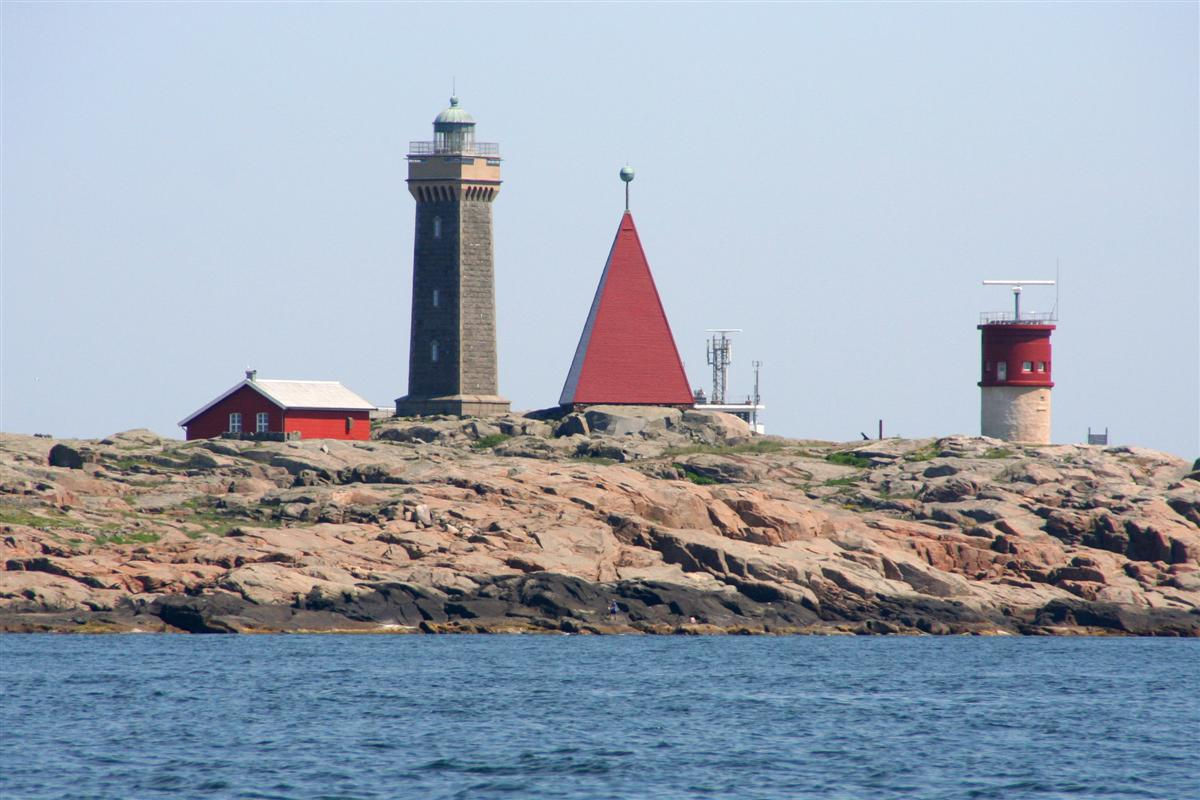
Een kaap bij de Vuurtoren van Vinga op het eiland Vinga